# Institut d'études politiques de Toulouse
L’Institut d’études politiques (IEP) de Toulouse ou Sciences Po Toulouse, est un établissement français d'enseignement supérieur et de recherche, fondé à Toulouse en 1948.
Associé à l'université Toulouse-I-Capitole (UT1) et membre de la Communauté d'universités et établissements de l'université fédérale de Toulouse Midi-Pyrénées, l'IEP forme notamment ses étudiants aux sciences humaines ainsi qu'aux relations internationales.
C'est l'un des onze instituts d'études politiques de France et il fait à ce titre partie des grandes écoles. Le 30 avril 2020, la Conférence des grandes écoles (CGE) approuve la demande d'adhésion de l'établissement.
Sciences Po Toulouse est accessible grâce à un concours commun avec six autres IEP ouvert chaque année aux bacheliers de l'année en cours et à ceux de l'année précédente.

## Histoire

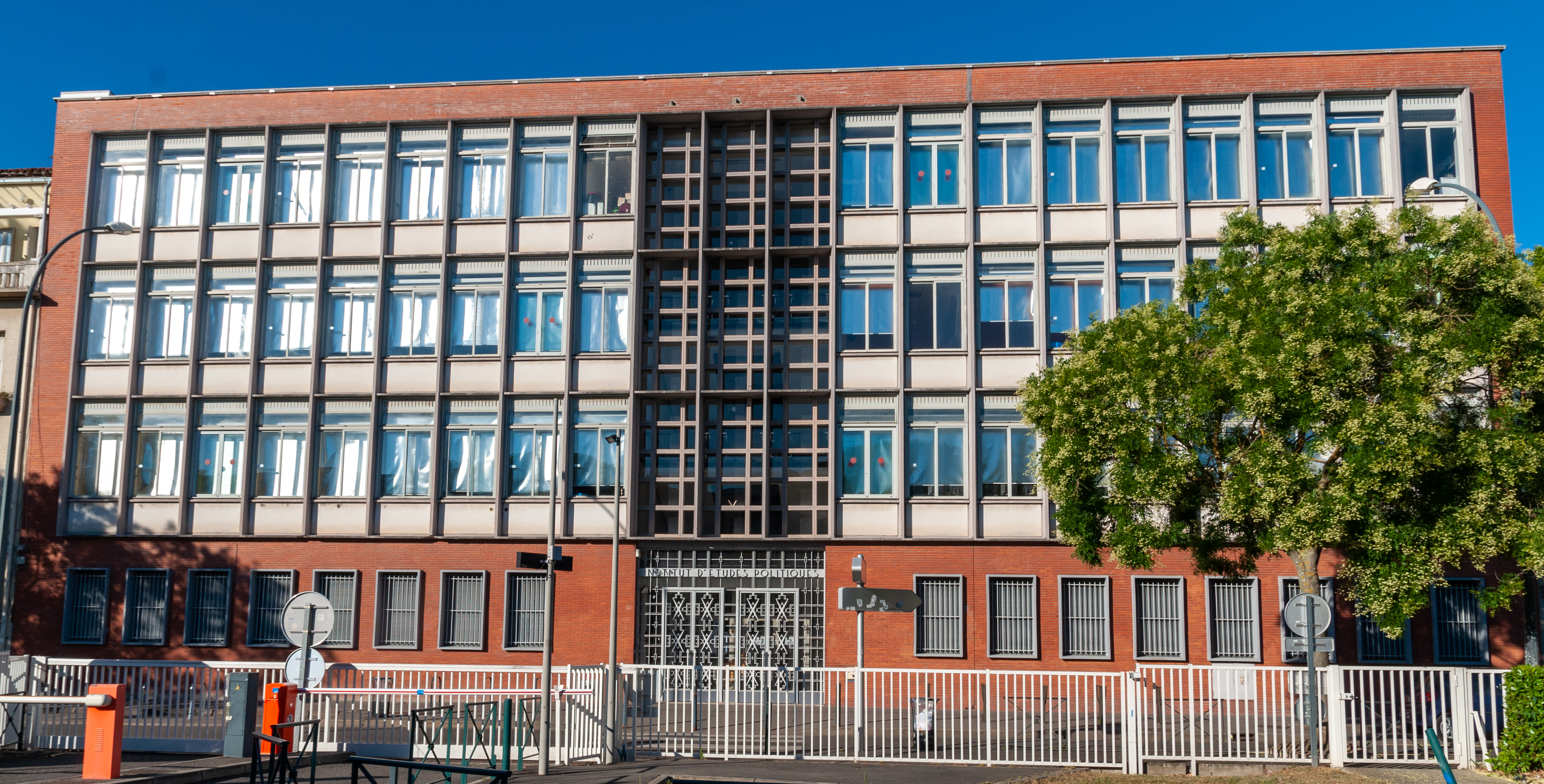
Les locaux rue des Puits-creusés de Sciences Po Toulouse de 1958 à 2021.

L'établissement est créé par décret le 4 mai 1948 sous le nom d'« Institut d'études politiques de l'université de Toulouse ». Sciences Po Toulouse est inspiré de l'École libre des sciences politiques, créée par Émile Boutmy en 1872. C'est un établissement public à caractère administratif dont le statut est fixé par le décret du 18 décembre 1989.
En 1958, l'établissement s'installe dans des locaux situés rue des Puits-creusés, en face de l'université Toulouse-I-Capitole.

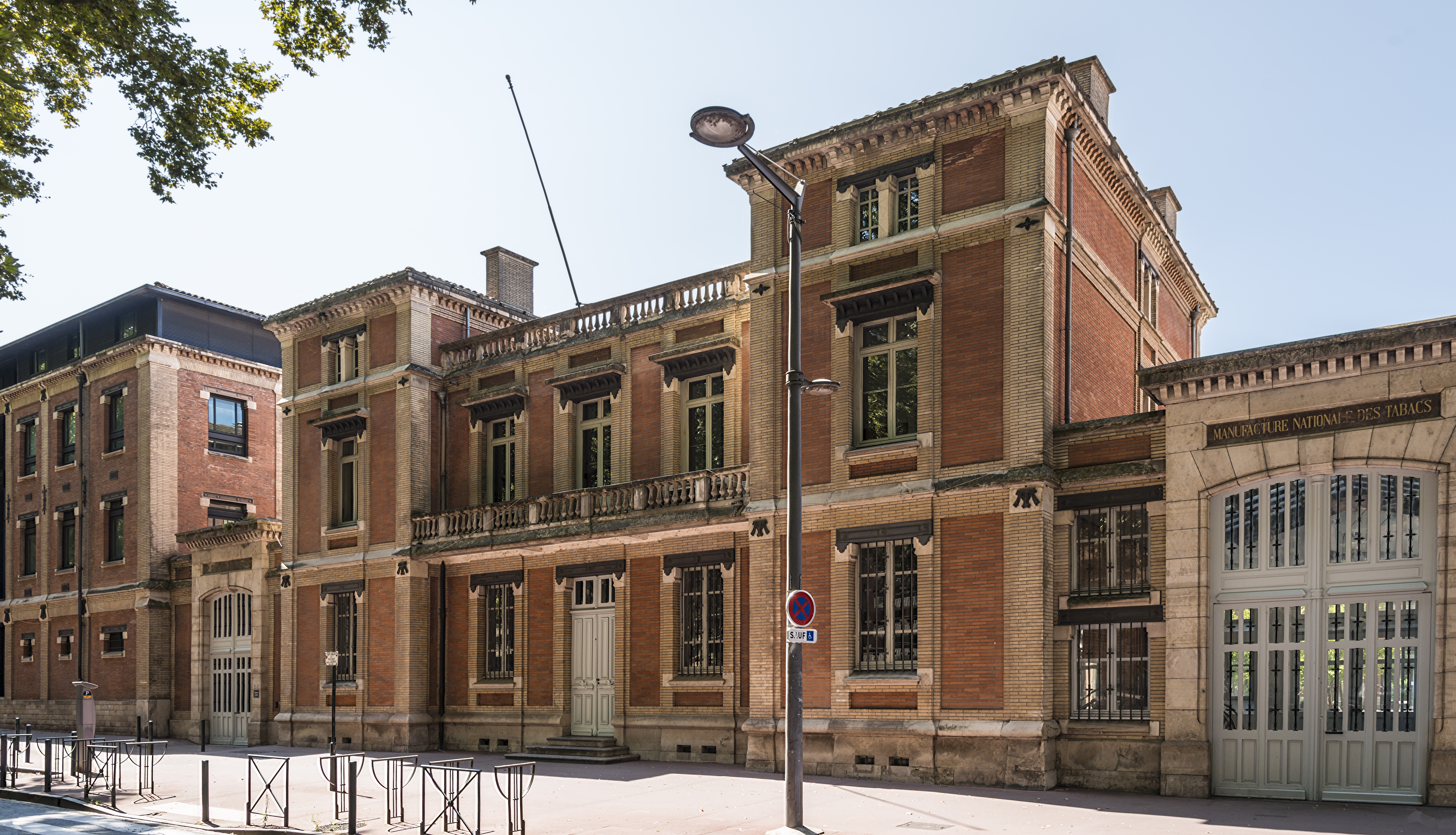
Les locaux de Sciences Po Toulouse à la Manufacture des tabacs de Toulouse depuis fin 2021.

Fin 2021, l'établissement s'installe dans une partie de la Manufacture des tabacs de Toulouse, annexe de l'université Toulouse-I-Capitole, avec 30 % de surface supplémentaire par rapport aux locaux de la rue des Puits-creusés.

### Identité visuelle

Logo jusqu'en avril 2023.
Logo à partir d'avril 2023.

## Organisation de Sciences Po Toulouse

### Statut
En application de la loi Faure du 12 novembre 1968 sur l'enseignement supérieur, l'IEP de Toulouse prend le statut d’unité d'enseignement et de recherche érigée en établissement public à caractère scientifique, culturel et son nom actuel en 1969. Il devient ensuite, en application de la Loi Savary, un établissement public à caractère administratif rattaché à l'université Toulouse-I-Capitole en 1989.
L’institut d'études politiques de Toulouse est membre associé du pôle de recherche et d'enseignement supérieur (PRES) de l'Université de Toulouse depuis sa création, en 2007[source insuffisante]. Ce PRES est devenu la COMUE de l'Université fédérale de Toulouse Midi-Pyrénées en 2015 et l’institut est alors devenu associé à l’université Toulouse-I et à l’université fédérale.
L'IEP de Toulouse est légalement autorisé à se servir de la marque « Sciences Po » en vertu d'un accord signé avec la Fondation nationale des sciences politiques. Il ne peut toutefois le faire sans y accoler le nom de la ville, afin de ne pas entretenir de confusion avec l'Institut d'études politiques de Paris.

### Administration
Le conseil d'administration (CA) est « chargé entre autres d'approuver le contrat d'établissement, de voter le budget et d’approuver les comptes, les accords et conventions, et d’adopter le règlement intérieur ».
Présidents du Conseil d'administration :
- 1971-1999 : Raymond Guitard[9], inspecteur général de l'équipement, diplômé de la première promotion de l'établissement (promo 1950)[18].
- 1999-2015 : Élisabeth Mitterrand, conseillère régionale PS du Gers[19].
- 2015[20]-2017 : Nicole Belloubet, membre du Conseil constitutionnel, nommée ministre de la Justice en 2017[21],[22]
- 2017-2023 : Philippe Bélaval, président du Centre des monuments nationaux[23] et diplômé de l'établissement (promo 1975)[24],[20], nommé conseiller Culture du président de la République française, Emmanuel Macron[25]
- Depuis 2023 : Nadia Pellefigue, vice-présidente de la région Occitanie en charge de l’Enseignement supérieur[26] et ancienne élève de l'établissement (promo 2003 de la Prép’ENA[27])

### Directeurs
- 1948-1954[9] : Paul Couzinet (Professeur de droit public)
- 1954-1980[28] : Paul Ourliac (Professeur d'histoire du droit)
- 1980-1995[28] : André Cabanis (Professeur d'histoire du droit)
- 1995-2000[28] : Christian Hen (maître de conférences en droit public, diplômé de l'établissement, promo 1967)[29],[30]
- 2000-2010 : Laure Ortiz (professeure agrégée des universités en droit public)[31]
- 2010-2016 : Philippe Raimbault (docteur en droit public, professeur des universités, diplômé de l'établissement, promo 1995)[32],[33]
- 2016-2021 : Olivier Brossard (docteur en économie, professeur des universités)[34]
- Depuis 2021 : Éric Darras (professeur agrégé en science politique)[35]

## Enseignement

### Formations
En 2019, Sciences Po Toulouse accueille 1412 étudiants en formation initiale (dont 13 % d’internationaux et 61 % de filles) et 169 en formation continue, avec 56 enseignants-chercheurs et 300 chargés d’enseignement vacataires.
Le cursus principal de Sciences Po Toulouse s'étale sur cinq ans et s'articule en trois étapes :
1. Les deux premières années, à caractère généraliste, sont consacrées à l'acquisition d'une culture générale de base, avec des matières très diverses (économie politique, histoire, sociologie, droit constitutionnel, droit administratif, philosophie politique, science politique, géographie urbaine, microéconomie, macroéconomie).
2. La troisième année est consacrée à la mobilité thématique (stages, études dans une université à l'étranger...) ou à la préparation d'une licence d'administration publique.
3. Les deux dernières années sont équivalentes à celles du master (M1 et M2)

Pour conférer le grade de master dans le cadre de la réforme dite du LMD, le diplôme de Sciences Po Toulouse est passé en quatre ans en 2003 puis en cinq ans en 2008.
Un double diplôme avec la TBS Education a été créé en 2013, un autre avec l'université complutense de Madrid en 2017.
Par ailleurs, Sciences Po Toulouse propose d'autres formations, notamment pour préparer aux concours administrations via le Centre de préparation à l'administration générale depuis 1976 et le Centre de préparation à la Haute fonction publique depuis 2000.

### Admission
L'admission au diplôme en cinq ans se déroule via un concours commun avec six autres IEP ouvert chaque année aux bacheliers de l'année en cours et à ceux de l'année précédente. À la suite de la crise sanitaire liée à la pandémie de Covid-19, le réseau Sciences Po annule son concours commun, au profit d'une sélection par dossier pour la rentrée universitaire 2020-2021.
D'après les chiffres issus de Parcoursup 2023, Sciences Po Toulouse obtient un taux d'admission de 13 %. 
Depuis septembre 2019, l'admission est aussi possible en quatrième année (M1), après au moins une licence dans le domaine des sciences sociales.

## Recherche
Sciences Po Toulouse comporte deux laboratoires, « reconnus au niveau national » selon La Dépêche du Midi et La Tribune :
- Laboratoire des sciences sociales du politique (LaSSP)[41], créé en 2001[9]
- Laboratoire d’étude et de recherche sur l’économie, les politiques et les systèmes sociaux (LEREPS)[42], intégré en 2016[9]

## Programme d'égalité des chances
À la suite de la loi du 31 mars 2006 pour l'égalité des chances, Sciences Po Toulouse développe le programme Dynamiques de l’Innovation Sociale et Politique (DISPO). Le programme, labellisé Cordée de la réussite en 2008 par le ministère de l'Enseignement supérieur et de la Recherche, s’inscrit dans la politique de démocratisation nationale du réseau des sept IEP de région sous l’égide du programme PEI (Programme d'études intégrées).

## Associations étudiantes
Plusieurs associations étudiantes et syndicats animent la vie étudiante de l'établissement.
Parmi elles, Cactus organise, depuis sa création en 2004, des conférences, des débats et des simulations, en présence de personnalités publiques, d'universitaires et d'élus, notamment  Benoît Hamon puis Christiane Taubira en 2017 et Laurent Fabius en 2019.
On y compte également de nombreuses associations militantes: Gaia (écologie), Révolte Décoloniale, IEP Proud (lutte pour les droits des LGBTQIA+)...ainsi que de sport, d'intérêt général (So Acte), de musique, de divertissement, de culture, et d'aide à l'insertion professionnelle (Interface) . En tout, on peut donc compter une vingtaine d'associations à Sciences Po Toulouse!  

## Personnalités liées à Sciences Po Toulouse

### Élèves
Un grand nombre d'anciens élèves ont fait carrière dans la politique, la haute fonction publique, les médias, la recherche scientifique ou les entreprises, en France et dans le monde. D'autres ont joué un rôle important dans le domaine de l'art ou de la littérature.
L'IEP de Toulouse a notamment formé Laurence Arribagé (femme politique), Céline Charlès (dessinatrice), Audrey Crespo-Mara (journaliste), Bernard Maris (économiste), Philippe Folliot (homme politique), Gérard Mestrallet (chef d'entreprise), Isabelle Sima (haute-fonctionnaire), Jacques de Peretti (chef d'entreprise), et Claude Jorda (Président du Tribunal pénal international pour l'ex-Yougoslavie).

#### Insertion professionnelle
L'IEP de Toulouse est le premier institut d'études politiques à s'être doté d'une cellule d'insertion professionnelle permettant à l'établissement de proposer un maximum d'offres d'emploi à ses étudiants.

#### Association Sciences Po Toulouse Alumni
Créée en 1957, Sciences Po Toulouse Alumni, l'association des diplômés de Sciences Po Toulouse, structure le réseau des diplômés de l'établissement : elle fédère « les anciens étudiants afin de renforcer les liens entre diplômés, constituer un réseau d’entraide et concourir à la promotion de Sciences Po Toulouse ». L'association est notamment présente à la cérémonie de remise des diplômes.

## Nom de promotion
Depuis la promotion 2006, les étudiants de Sciences Po Toulouse choisissent un nom pour leur promotion à la fin de leur quatrième année,,.
- 2006 : Olympe de Gouges[53]
- 2007 : Anna Politkovskaïa[53]
- 2008 : Pas de promotion (année de transition avec l'allongement du diplôme de quatre à cinq ans)[53]
- 2009 : Pierre Desproges[54],[53]
- 2010 : Boris Vian[54],[53]
- 2011 : Antoine de Saint-Exupéry[53],[56]
- 2012 : Simone de Beauvoir[54],[57]
- 2013 : Aung San Suu Kyi[57],[52]
- 2014 : Rosa Parks[54],[58]
- 2015 : Gisèle Halimi[59]
- 2016 : Bernard Maris[53],[60]
- 2017 : Malala Yousafzai[61],[53]
- 2018 : Angela Davis[62],[54]
- 2019 : Latifa Ibn Ziaten[63],[55]
- 2020 : Marielle Franco[64],[65]
- 2021 : Simone Veil[64],[66]
- 2022 : Nelson Mandela[67]
- 2023 : Marguerite Yourcenar[68]
- 2024 : Mahsa Amini[69]
- 2025 : Annie Ernaux[70]

Par ailleurs, la promotion 1989 a choisi de se baptiser a posteriori André Malraux.

## Évolution démographique
Évolution démographique de la population universitaire 

| 2006  | 2007  | 2008  | 2009  | 2010  | 2011  | 2012  | 2013  |
| ----- | ----- | ----- | ----- | ----- | ----- | ----- | ----- |
| 1 380 | 1 394 | 1 603 | 1 584 | 1 587 | 1 592 | 1 544 | 1 543 |

| 2014  | 2015  | 2016  | 2017  | 2018  | 2019  | 2020  | 2021  |
| ----- | ----- | ----- | ----- | ----- | ----- | ----- | ----- |
| 1 447 | 1 478 | 1 428 | 1 445 | 1 406 | 1 453 | 1 474 | 1 591 |

| 2022  | - | - | - | - | - | - | - |
| ----- | - | - | - | - | - | - | - |
| 1 635 | - | - | - | - | - | - | - |